# Ramón Meza Barros
Ramón Meza Barros (Talca, 7 de junio de 1912 - Valparaíso, 1980) fue un abogado y profesor chileno. Fue profesor de la Escuela de Derecho de la Universidad de Chile (sede Valparaíso), actual Escuela de Derecho de la Universidad de Valparaíso.

## Biografía
Fue hijo del abogado Ramón Meza Barahona, que fue Ministro de la Corte de Apelaciones de Valparaíso y de doña Laura Barros Ybar. Ingresó a la Escuela de Derecho de la Universidad de Chile en 1930, donde se destacó desde el principio, especialmente en Derecho Civil, ganándose la admiración de sus compañeros y también de profesores como Arturo Alessandri Rodríguez. En 1934 se trasladó a Valparaíso, donde concluyó sus estudios y su excepcional talento fue advertido por el entonces joven abogado y profesor Victorio Pescio Vargas, quien lo incorporó a su estudio jurídico. 
Enseñó en la Escuela de Derecho de la Universidad de Chile de Valparaíso entre 1936 y 1980; los primeros cuatro años como docente en la asignatura de Derecho Industrial y Agrícola, desde 1940 y hasta su muerte se desempeñó como profesor de Derecho Civil.

## Sus clases
Al caracterizar sus clases se ha dicho que en el aula sus lecciones tenían la llaneza de un producto intelectual bien decantado, sus frases eran breves y precisas; sus adjetivos, certeros y rotundos. Acompañaba sus clases con un humor inteligente y escéptico. Al evaluar, era implacable para exigir total manejo de los principios fundamentales.

## Producción bibliográfica
Esta se inicia en 1949, cuando la Editorial Jurídica de Chile publica la primera edición de su Manual de Derecho Civil,  de las obligaciones, obra que ha alcanzado la inusitada cifra de nueve ediciones, al que seguiría muy pronto su Manual de derecho civil, de las fuentes de las obligaciones, en dos tomos, que alcanza ocho ediciones; en 1959 la primera edición de su Manual de derecho civil, De la sucesión por causa de muerte y de las donaciones entre vivos , con ocho ediciones; y en 1975 su Manual de derecho Civil , derecho de familia, que alcanza dos ediciones.    
Muchas generaciones de estudiantes, abogados y jueces han encontrado en estos manuales – dice Álvaro Quintanilla – la explicación clara, cabal y sobria de las más complejas instituciones del Derecho Civil y de los problemas a que ellas dan lugar. En sus escritos se supera la tentación por el detalle y la minucia, por la concordancia ocurrente pero sin importancia.
Sus textos circulan y se encuentran en todas las bibliotecas jurídicas de Chile y de América del Sur y forman parte de las bibliografía de muchos programas de Derecho Civil en el país.
Don Ramón Meza Barros falleció en febrero de 1980.